# Nepalia filipes
Nepalia filipes är en tvåvingeart som först beskrevs av Jean-Jacques Kieffer 1911.  Nepalia filipes ingår i släktet Nepalia och familjen fjädermyggor.
Artens utbredningsområde är Nepal. Inga underarter finns listade i Catalogue of Life.